# Un deseo en las estrellas
Un deseo en las estrellas (en hangul, 별은 내 가슴에; romanización revisada, Byeoleun Nae Gaseume; McCune-Reischauer, Pyŏrŭn nae kasŭme) es una serie de televisión surcoreana emitida desde el 10 de marzo hasta el 29 de abril de 1997 por MBC y protagonizada por Ahn Jae-wook, Choi Jin Sil y Cha In Pyo. La serie fue un suceso en Corea del Sur, alcanzando cuotas de audiencia de 49.3% y marcando varios récords en ventas de la banda sonora con más de 700.000 copias vendidas.
Como consecuencia de su éxito desencadenó en su exportación a diferentes países de Asia y Latinoamérica con gran acogimiento por parte de las audiencias locales, proporcionando gran impulso al naciente Hallyu. Un deseo en las estrellas, lanzó a la fama a Ahn Jae Wook quien se consagró como actor y cantante en medio de la denominada «Fiebre Ahn Jae Wook», convirtiéndose en una de las primeras celebridades surcoreanas en ser reconocidos fuera de su país.

## Argumento
Yoon Hee (Choi Jin Sil), que llega a un nuevo hogar, fue criada en un orfanato y al ser adoptada llega a Seúl, donde las cosas no van bien, pues el ambiente es de una familia hostil. El padrastro de Yoon Hee le tiene afecto genuino a ella, pero su madrastra la señorita Song (Park Won Sook), la  mira con desprecio y la trata con crueldad e incluso sus hermanastros también son crueles. Para superar la tristeza Yoon Hee tiene a dos héroes que le ayudan a que ella tenga éxito en la vida. El primero, Kang Min Hee (Ahn Jae Wook), un joven que desea ser un cantante exitoso y por lo tanto va contra los deseos de su padre. 
El segundo es Lee Joon Hee (Cha In Pyo), que se encarga de una compañía de diseños de moda, el ayuda a Yoon Hee con su carrera y le atrae, porque le recuerda a su exnovia. Pero Joon Hee también es amigo de Min Hee y no quiere competir con su amigo directamente. Entre ellos dos se pelean el amor de Yoon Hee, que comienza a ver el lado positivo de vivir en Seúl, ya que su talento comienza a ser elogiado hasta por las clientas de su madrastra, que al ver una competencia directa, hace su mayor esfuerzo en acabarla, pero Yoon Hee, no llegó a la casa por casualidad y su pasado se relaciona directamente con ellos.

## Reparto

### Personajes principales
- Choi Jin Sil como Lee Yoon Hee.
- Ahn Jae-wook como Kang Min Hee.
- Cha In pyo como Lee Joon Hee.
- Jun Do Yeon como Soon Ae.

### Personajes secundarios
- Park Won Sook como Sta. Song.
- Lee Young Hoo como Sr. Ahn
- Park Chul como Yi Ban.
- Jo Mi-ryung como Yi Hwa.
- Oh Ji Myung como Padre de Min Hee.
- Sun Woo Yong Nyeo como Madre de Min Hee.
- Maeng Sang Hoon como Heo Kwang Young.
- Kang Nam Gil como Han Jae Bong.
- Yoo Tae Woong como Joon Young.
- Kim Jung Eun
- Lee Jae Hoon
- Seo Bum Shik
- Han Seung-yeon

## Emisión internacional
- Chile: Chilevisión (2001) y Canal 21 (2003).
- Colombia: Capital TV.
- Estados Unidos: AZN Television.
- Filipinas: QTV.
- Japón: Nippon Television.[7]
- México: XHPTP-TV.
- Paraguay: Paraguay TV y Canal 13.
- Perú (2002) : ATV, TV Perú, Panamericana y Willax.
- Taiwán: Formosa TV y Star.
- Venezuela: VTV y La Tele.
- Vietnam: VTC11.
- Costa Rica: Canal 13 Sinart